# Platacanthomys
Platacanthomys é um gênero de roedor da família Platacanthomyidae.

## Espécies
- †Platacanthomys dianensis Qiu, 1989
- Platacanthomys lasiurus Blyth, 1859